# Jesús María Padilla
Gral. Jesús M. Padilla anteponia la inicial del apellido materno Molina,  fue un militar mexicano que participó en la Revolución mexicana. Nació en Huépac, Sonora. En 1913 se afilió a las fuerzas de ese estado que no reconocieron a Victoriano Huerta como presidente. Militó en el Cuerpo del Ejército del Noroeste, al mando del general Álvaro Obregón. En 1920 fue uno de los firmantes del Plan de Agua Prieta. Al poco tiempo alcanzó el grado de general de brigada. Murió en 1928, en su pueblo natal.